# The Funeral Portrait
The Funeral Portrait ist eine US-amerikanische Rock-Band aus Atlanta, Georgia.

## Geschichte
Die Band nannte sich ursprünglich Cosmoscope, bevor sie im Jahre 2014 ihren heutigen Namen annahm. Noch im gleichen Jahr erschien über Revival Recordings die erste EP For the Dearly Departed. Zwei Jahre später folgte das Debütalbum A Moment of Silence. Im Jahre 2017 stiegen bis auf Sänger Lee Jennings alle Bandmitglieder aus. Es dauerte bis 2020, bis die Besetzung wieder vollständig war. Es stiegen ein die Gitarristen Cody Weissinger und Caleb Freihaut, der Basisst Robert Weston und der Schlagzeuger Homer Umbanhower. Kurze Zeit später wurden The Funeral Portrait von Better Noise Music unter Vertrag genommen.
Am 13. September 2024 veröffentlichte die Band ihr zweites Studioalbum Greeting from Suffocate City. Als Gastsänger sind Spencer Charnas (Ice Nine Kills), Danny Worsnop (Asking Alexandria) und Bert McCracken (The Used) zu hören. Das Lied Suffocate City mit Spencer Charnas erreichte Platz eins der Billboard Mainstream Rock Songs. The Funeral Portrait spielten 2024 auf dem Aftershock Festival und bei Louder Than Life. Ein Jahr später spielte die Band auf den Download-Festival und Welcome to Rockville. Am 13. Juni 2025 erschien eine Deluxe-Version des Albums, die eine alternative Version des Liedes Holy Water mit Ivan Moody von der Band Five Finger Death Punch enthält. Diese Version erreichte erneut Platz eins der Billboard Mainstream Rock Songs.

## Stil
Laut Mike Duquette von Allmusic erinnert die Musik von The Funeral Portrait an Post-Hardcore-Bands der 2000er Jahre wie My Chemical Romance oder The Used, mit einer Theatralik, die an Bands wie Ghost oder Ice Nine Kills erinnert.

## Diskografie
Alben
- 2016: A Moment of Silence
- 2024: Greetings from Suffocate City

EPs
- 2014: For the Dearly Departed
- 2023: Sounds from Beyond the Abyss (Vol. 1)
- 2024: Casanova (from Beyond the Abyss)